# Yohanna
Jóhanna Guðrún Jónsdóttir (nacida el 16 de octubre de 1990, en Copenhague, Dinamarca) es una cantante islandesa más conocida por su nombre artístico Yohanna. Elegida en el 2009 para representar a su país en el festival de Eurovisión que se realizó en Moscú, obtuvo el segundo puesto con su canción "Is it true?".
En su infancia, quiso convertirse en cantante de ópera. A los doce años firmó un contrato con Tommy Motola. Saca su primer álbum en el año 2000. En octubre de 2008, participa en un concierto en homenaje a Madonna para sus 50 años en Broadway. En 2009 representa a Islandia en el Festival de la Canción de Eurovisión 2009 con la balada sentimental Is It True?, con la consiguió el segundo puesto. La canción está cantada en inglés y Yohanna la ha cantado en otros idiomas como el español, con el nombre Si te vas, o en francés, con el nombre Si tu sais. También se presentó a la preselección para Eurovisión 2011 con la canción "Nótt", partiendo como favorita. Sin embargo Sigurjón's Friends acabó llevándose la preselección.

## Biografía

### Primeros años e inicios de su carrera
Yohanna, nacida en Copenague, Dinamarca, el 16 de octubre de 1990, como se suele decir, comenzó a cantar antes de saber hablar.  Cuando aún era pequeña, sus padres se mudaron a Islandia. Sus verdaderas raíces musicales personales hay que ir a buscarlas a un concurso celebrado por la profesora Hera Björk, donde Yohanna fue una de los 700 niños participantes y donde Hera se dio cuenta de su potencial como artista. Tras fijarse en sus aptitudes, la introdujo en la escuela de canto para niños, donde aprendería a cultivar lo que hoy es su estilo de pop y folk.
La cantante entró por primera vez un estudio de grabación a la edad de nueve años, cuando comenzó a trabajar en su primer álbum. En 2000 fue lanzado el primer álbum en islandés llamado "Jóhanna Guðrún";, que aunque se ha impreso un número limitado de copias, ha tenido un éxito significativo. Su segunda discográfica de su carrera, EG Sjálf, fue lanzado al año siguiente, 2001, continuando con la serie de éxitos a nivel local. A finales de 2003 grabó un álbum de canciones navideñas llamado "Jol Med Jóhönnu", lo que ayudó a consolidar su estatus de celebridad que en Islandia. A la edad de trece años, Yohanna ya era una cantante muy conocida en esta país, los tres discos de platino se registraron en los charts de país.
A principios de 2008, la cantante regresó a su país natal, Dinamarca para mejorar su estilo de canto. Pronto se puso en marcha con primer álbum de estudio que fue realizado en la edad adulta. Fue un álbum de material, titulado "Butterflies and Elvis" que fue bien recibido por el público de Islandia, y fue promovido por Sound Factory a través de una serie de conciertos en Reikiavik. "Butterflies and Elvis" contiene trece canciones con influencias de la música pop, la música clásica, y ópera. La canción "I Miss You", recibió un video promocional adyacente y el álbum.
Posteriormente, Yohanna celebrará un concierto con la Orquesta Sinfónica de Islandia, todas las entradas disponibles se vendieron, y el espectáculo fue transmitido en vivo por la televisión islandesa.

### 2008-2009:Butterflies and Elvis, primeros éxitos y tour
Realizó una gira promocional que consistió en una serie de mini-conciertos en las principales ciudades europeas como Londres o Ámsterdam, donde se reunió Yohanna con algunos de los demás participantes en Eurovisión, entre ellos el Nelly Ciobanu, Lidia Kopania, Susanne Georgi o Kejsi Tola. La canción "Is It True?" se extrayó solamente en un disco, donde disfrutaron de un video promocional masivo en Islandia, donde se convirtió en la mayoría de las estaciones de radiodifusión que desempeñó en las radios europeas e asiáticas. La canción se relanzó en el mercado, pero con esta vez con mejores paisajes de Islandia.

### Festival de la Canción de Eurovisión 2009
En el Festival de la Canción de Eurovisión 2008, que Islandia terminó la posición número catorce en la clasificación general de la competición (con la canción "This Is My Life" interpretada por la banda Eurobandið), Yohanna no se clasificó directamente para la final, al tener que competir por primera vez en la semifinal en Moscú, celebrada el 12 de mayo. Ella ganó el primer lugar en la semifinal, con 174 puntos acumulados, y la cantante se clasificó para la final que tuvo lugar el 16 de mayo en el Estadio Olimpiski. En la gran final, el ganador fue Alexander Rybak representando Noruega con "Fairytale", mientras que Yohanna llegó alcanzar el segundo lugar con un total de 218 puntos. Esta fue el mejor posición de Islandia en Eurovisión después de 1999, cuando Selma se produjo en el mismo lugar con la canción "All Out of Luck". En la interfaz de usuario final del concurso, Yohanna recibió el apoyo de artistas islandeses como Fridrik Omar, Erna Hrönn Ólafsdóttir y Hera Björk.

### 2011-2012
Yohanna participó en la preselección islandesa para representar por segunda vez a Islandia en el Festival de la Canción de Eurovisión 2011, celebrado en Düsseldorf, Alemania. Ella participó con la balada "Nótt", donde la cantante no ganó la competencia, ganando la banda Sigurjón's Friends. Sin embargo, la versión en inglés de la canción "Slow Down" fue puesto en libertad como un CD sencillo en Europa, donde tuvo grandes ventas y fue certificado doble platino en Europa. Yohanna empezazó a grabar el segundo álbum de estudio internacional, que se publicará en 2012. La canción "Is It True?" fue grabado y fue relanzada en Europa, pero esta vez en ruso, francés, alemán y español,
Yohanna ha cerrado el círculo y ahora ella se enseña a los niños a cantar en la escuela donde ella comenzó su carrera hace diez años. Por otra parte, todavía está concentrando en el desarrollo de su propia técnica vocal aún más por asistir a clases en la Academia de Artes de Islandia de Reikiavik de canto y vocal. Yohanna se ha convertido en una exitosa cantante soul joven, trabajadora y muy motivado que ahora ha tomado el control total de su propio destino.
En 2012, Yohanna se trasladó a Kongsvinger en Noruega que se preste más fácil su acceso a todo el continente europeo. En enero de 2012 ella hizo un vídeo para su canción Indian Rope Trick. Yohanna lanzó al mercado Coming Home. La canción se colocó rápidamente número 1 en Islandia, y top 10 en Suecia, Noruega y de manera sorprendente en el Reino Unido. Para concluir el año, la cantante inició lo que sería la celebración de los diez años en el mundo de la industria musical con una gira, del cual se prolongará hasta mediados de 2013. La gira visitará lugares como Ámsterdam, Londres, Oslo, Dublín, Moscú, Nueva York, Berlín y otras ciudades más. El tour inició en la Concertgebouw de Ámsterdam, Países Bajos.

### 2013 - 2015
El 2 de marzo ella ofreció su primer concierto en el Teatro Winter Garden de Nueva York, donde fue todo un éxito.
Yohanna fue uno de los participantes en el Söngvakeppnin 2013 (la selección islandesa nacional para el Festival de la Canción de Eurovisión). Tomó parte en la primera semifinal con la canción "Þú" (You en inglés, Tú en español), escrito por Davíð Sigurgeirsson, y no logró clasificarse a la final. Por lo que no representará a Islandia en la final de Eurovisión 2013.
A principios del 2015, colaboró con la nueva banda islandesa Rok, conformada por Gudni Thorsteinsson y Trausti Haraldsson, en la canción Find a better man. 
Actualmente está embarazada de su primera hija junto a su pareja Davið Sigurgeirsson.

## Sentido Artístico

### Imagen pública
Desde la infancia, Yohanna era una pequeña estrella en su país adoptivo, Islandia, debido al éxito logrado por el los tres álbumes de estudio lanzados, que recibibieron varias veces platino a nivel nacional. A la edad de trece años, cuando el cantante firmó un contrato con Tommy Motolla Production, se registró marcas de Sony BMG, donde se vio obligada a mudarse a los EE. UU. para ser capaz de desarrollar habilidades vocales. Así, la cantante se fue por un período de tres años en los Estados Unidos, volviendo a la atención del público con el apoyo de Butterflies and Elvis (2008).
El rendimiento en Eurovisión que la cantante impresionó a la audiencia en Rumania, lo que dio un total de 10 puntos en la gran final, donde el compositor rumano, Laurentiu Duta, había afirmando que, en su opinión: "Yohanna es el verdadero ganador de la contienda." El comentarista de la BBC, Graham Norton, criticó la ropa de la cantante, refiriéndose así al vestido azul usado por la semifinal y la final de Eurovisión 2009, diciendo: "probablemente se veía a través de un viejo armario un traje y todo lo que encontró fue este vestido de dama de Honor en 1987".

### Estilo musical y voz
Yohanna mostró pequeñas inclinaciones musicales de canto, incluso antes de aprender a hablar. Comenzó a estudiar desde diferentes géneros de la niñez de la teoría de la música en la escolara, con Hera Björk, que le considera un niño superdotado. Cuando era adolescente, la cantante practicó diferentes métodos con diferentes entrenadores vocales, productores y compositores en Nueva York, Toronto y Los Ángeles. Actualmente es estudiante de la Academia Islandesa de Artes Musicales y dramático en Reikiavik.
Varias canciones de sú álbum Butterflies and Elvis sonaron a nivel internacional, donde una de sus canciones llegó a la posición número treinta y cuatro en el Billboard Hot 100, y los críticos de música habían aumentado el interés en Islandia, y la canción se mantuvo durante tres semanas en las listas del Billboard.
Las revistas islandesa musical, IceNews, apreció el disco debido a la "vibración", y señaló que la solicitud de "una interesante combinación entre la voz de la música clásica y el pop sorprendente" de Yohanna.
El compositor británico, Lee Horrocks, que es dueño de los derechos de autor con Yohanna en su álbum debut, confirmó que la voz de la cantante es la singularidad incomparable, la voz que califica de "muy puro, muy fresco, muy original".
El veterano ingeniero de sonido, Thomas Yezzi, describe como "una chica islandesa caucásica que tiene alma y la pasión de las mujeres criollas de edad de cincuenta años. Es simplemente increíble."
Su primera profesora de canto, Hera Björk, la cantante comentó cualidades: "Yohanna tiene una voz increíble, se puede notar rápidamente. Sin embargo, la habilidad que lo hace especial, sobre todo por su corta edad, es completamente el control de voz que tiene. Ella puede hacer cualquier cosa."

## Discografía

### Álbum
| Año  | Información | Suecia | Ventas y Certificación   |
| ---- | --- | ------ | ------------------------ |
| 2008 | Butterflies and Elvis - Primer álbum de estudio - Libertad:2008 - Discográfica:Warner Music Sweden - Formato: CD, digital download | 19     | Ventas en Suecia: 10,000 |

### Singles
| Año  | Sencillo            | Posición peak | Posición peak | Posición peak | Posición peak | Posición peak | Posición peak | Posición peak | Posición peak | Posición peak | Posición peak | Posición peak | Álbum                 |
| Año  | Sencillo            | ICE           | IRE           | UK            | SWI           | DEN           | SWE           | NOR           | FIN           | BEL (FL)      | GRE           | EUR           | Álbum                 |
| ---- | ------------------- | ------------- | ------------- | ------------- | ------------- | ------------- | ------------- | ------------- | ------------- | ------------- | ------------- | ------------- | --------------------- |
| 2009 | "Is It True?"       | 1             | 28            | 49            | 9             | 16            | 2             | 3             | 4             | 23            | 5             | 14            | Butterflies and Elvis |
| 2009 | "I Miss You"        | 18            | —             | 62            | —             | —             | —             | —             | —             | —             | —             | —             | Butterflies and Elvis |
| 2011 | "Nótt (Slow Down)"  | 3             | —             | —             | —             | —             | —             | —             | —             | —             | —             | —             | Non-album single      |
| 2011 | "Really Over"       | —             | —             | —             | —             | —             | —             | —             | —             | —             | —             | —             | Non-album single      |
| 2012 | "Indian Rope Trick" | 1             | —             | —             | —             | —             | —             | —             | —             | —             | —             | —             | Butterflies and Elvis |
| 2012 | "Coming Home"       | 1             | —             | 8             | —             | —             | 5             | 10            | —             | —             | —             | —             | TBA                   |

## Premios y nominaciones
| Año  | Premio | Categoría                     | Resultado   | Nota   |
| ---- | --- | ----------------------------- | ----------- | ------ |
| 2009 | Concurso Söngvakeppni Sjónvarpsins (preselección para representar a Islandia en el Festival de la Canción de Eurovisión 2009) | Ganar la Preselección         | Ganadora    | [ 38 ] |
| 2009 | Festival de la Canción de Eurovisión 2009                                                                                     | Semifinal 1                   | 1ª posición | [ 17 ] |
| 2009 | Festival de la Canción de Eurovisión 2009                                                                                     | Final                         | 2ª posición | [ 20 ] |
| 2009 | Premiile ESC Radio | Mejor canción ("Is It True?") | Nominada    | [ 42 ] |
| 2009 | Premiile ESC Radio | Mejor actuación en directo    | Ganadora    | [ 42 ] |
| 2011 | OGAE Second Chance Contest 2011                                                                                               | Primera posición              | Ganadora    | [ 43 ] |
| 2012 | Iceland Academy Awards 2012                                                                                                   | Mejor cantante                | Ganadora    | -      |
| 2012 | Iceland Academy Awards 2012                                                                                                   | Mejor artista femenina        | Ganadora    | -      |
| 2012 | Iceland Academy Awards 2012                                                                                                   | Mejor canción ("Coming Home") | Nominada    | -      |
| 2012 | Iceland Academy Awards 2012                                                                                                   | Premio Músico Icelandic       | Ganadora    | -      |
| 2012 | Iceland Grammys 2012 | Mejor artista                 | Ganadora    | -      |